# Лінія Хейхе — Тенчун

Жовтим позначено західну половину, а червоним — східну.

Лі́нія Хейхе́ — Тенчу́н (кит. трад. 黑河–騰衝線, спр. 黑河–腾冲线, піньїнь Hēihé – Téngchōng xiàn) — умовна пряма, що проходить через міста Хейхе та Тенчун на північному сході та півдні материкової КНР відповідно і діагонально ділить країну на дві приблизно рівні за площею, але не за населенням частини: станом на 2015 рік на захід від цієї лінії мешкало 6 % населення країни, а на схід — решта 94 %.
Існування такого поділу завважив 1935 року китайський демограф Ху Хуаньюн (1901—1998), який назвав це «геодемографічною демаркаційною лінією». На той час Китай вважав своєю територією Монголію, але не Тайвань, що офіційно належав Японській імперії.
| Рік  | Західна частина          | Східна частина            |
| ---- | ------------------------ | ------------------------- |
| 1935 | 64 % площі 4 % населення | 36 % площі 96 % населення |
| 2002 | 57 % площі 6 % населення | 43 % площі 94 % населення |